# Valerian

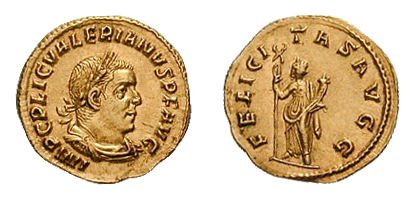
Aureus Valerians, auf der Rückseite die Göttin Felicitas.

Publius Licinius Valerianus (deutsch kurz Valerian; † nach 260 in Gundischapur) war von 253 bis 260 römischer Kaiser.
Als Kaiser bemühte er sich um die Stabilisierung der Grenzen. Im Inneren leitete er eine Christenverfolgung ein. Als sein Mitkaiser fungierte sein Sohn Gallienus, der nach der Gefangennahme Valerians im Jahr 260 durch die Sāsāniden die Alleinherrschaft übernahm.

## Leben

### Aufstieg zum Kaiser
Über Valerians Kindheit und Jugend ist fast nichts bekannt. Er wurde wohl in den 190er Jahren geboren; ob er aus einer angesehenen senatorischen Familie stammte, wie die Quellen nahelegen, ist nicht vollkommen gesichert, aber nicht unwahrscheinlich. Er war mit Egnatia Mariniana verheiratet und hatte zwei Söhne, von denen Gallienus Valerian später als Mitkaiser unterstützen sollte. Zum ersten Mal in den Quellen fassbar ist Valerian im Sechskaiserjahr 238 als Konsular und princeps senatus. Offenbar führte er für den Senat die Verhandlungen über die Anerkennung Gordians I. als Kaiser. Daraus lässt sich schließen, dass Valerian hohes Ansehen im Senat genossen haben muss – wenn denn die Notiz aus der (oft unzuverlässigen) Historia Augusta zutreffend ist.
Valerian erlebte den Untergang des severischen Kaiserhauses mit und auch die daran anschließende Zeit, in der das Imperium Romanum in eine tiefe Krise stürzte, die als Reichskrise des 3. Jahrhunderts bezeichnet wird. In der modernen Forschung ist jedoch das Ausmaß der Krisensymptome und ihre Bewertung umstritten. Auch wenn das Urteil der älteren althistorischen Forschung wohl teilweise überzogen war, so kann doch nicht bestritten werden, dass sich die außenpolitische Lage in den 50er Jahren des 3. Jahrhunderts als äußerst problematisch darstellte. Neben der Bedrohung durch germanische Stämme an Rhein und Donau hatte sich an der Ostgrenze Roms das neupersische Sāsānidenreich formiert, das den Iran und Teile Mesopotamiens umschloss. Vor allem die gepanzerten persischen Reiter hatten sich den Römern als ebenbürtig erwiesen. Währenddessen kam es im Inneren des Imperiums wiederholt zu Usurpationen, getragen von den großen Heeresverbänden. Dass die Kaiser dieser Zeit unter dem Begriff Soldatenkaiser zusammengefasst werden, ist zwar teils vereinfachend, im Kern aber durchaus zutreffend.
Das Jahr 253 wurde für Valerian zum Schicksalsjahr: Valerian verwaltete zu dieser Zeit die Provinzen Raetien und Noricum. Da erhob sich in Italien Aemilianus gegen den amtierenden Kaiser Trebonianus Gallus. Dieser forderte daraufhin Valerian auf, Truppen zu seiner Unterstützung nach Italien zu führen. Als Valerian in Italien eintraf, hatte Aemilianus allerdings bereits gesiegt. Daraufhin erhoben Valerians Soldaten ihren General zum Kaiser. Im Raum Spoleto standen sich die beiden Heere im September/Oktober 253 gegenüber, doch wurde Aemilianus, noch bevor es zu Kampfhandlungen kommen konnte, von seinen eigenen Soldaten ermordet. Diese liefen zu Valerian über, den sie offenbar für den geeigneteren Kandidaten hielten. Nachdem auch der Rivale Silbannacus beseitigt worden war, konnte Valerian ungehindert die Herrschaft im Imperium antreten; vom Senat in Rom wurde er als Kaiser bestätigt.

### Innenpolitische Maßnahmen

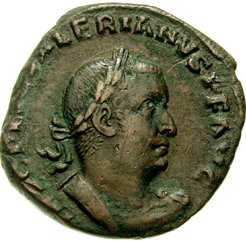
Sesterz Valerians

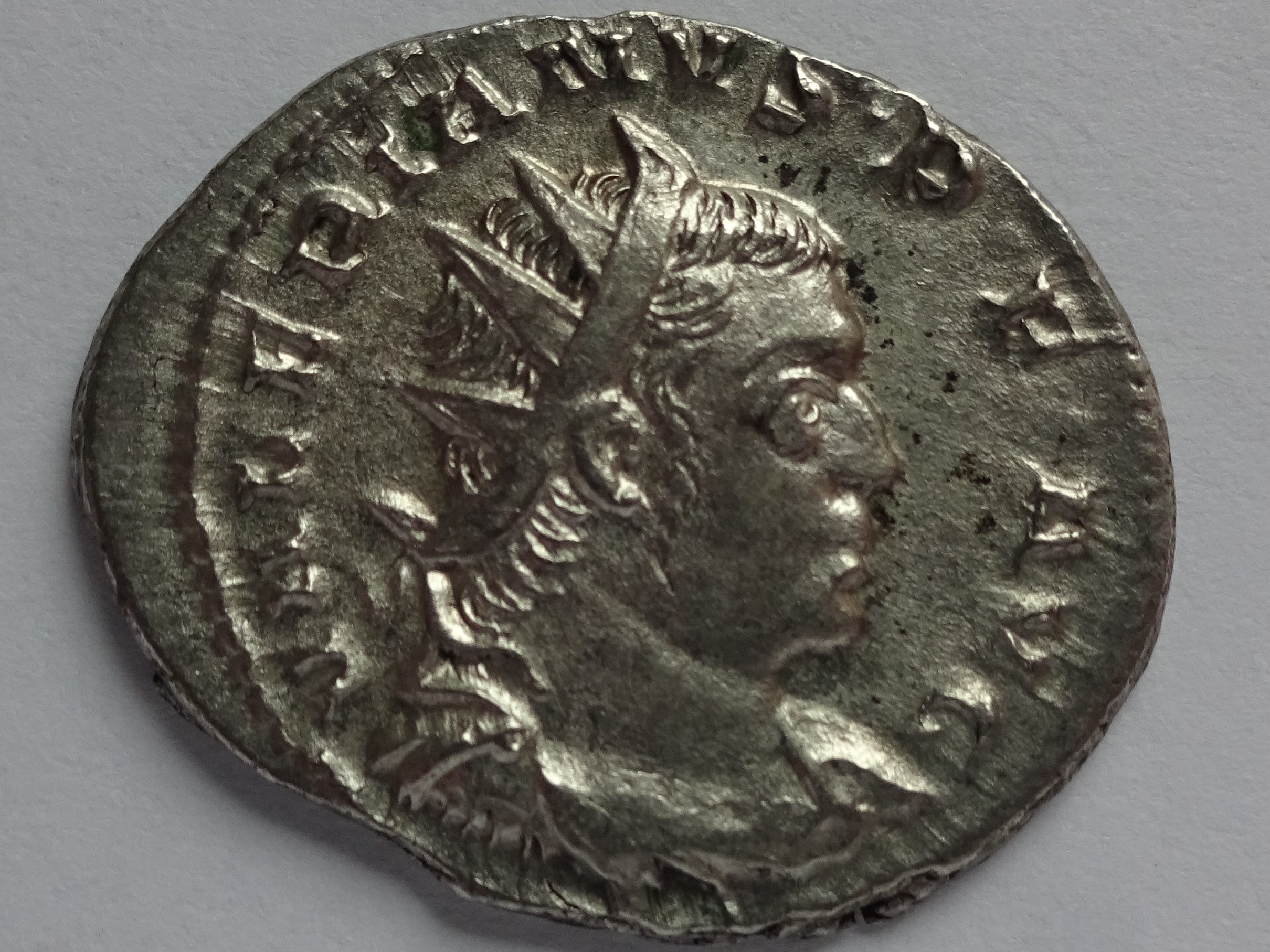
Antoninian des Valerianus

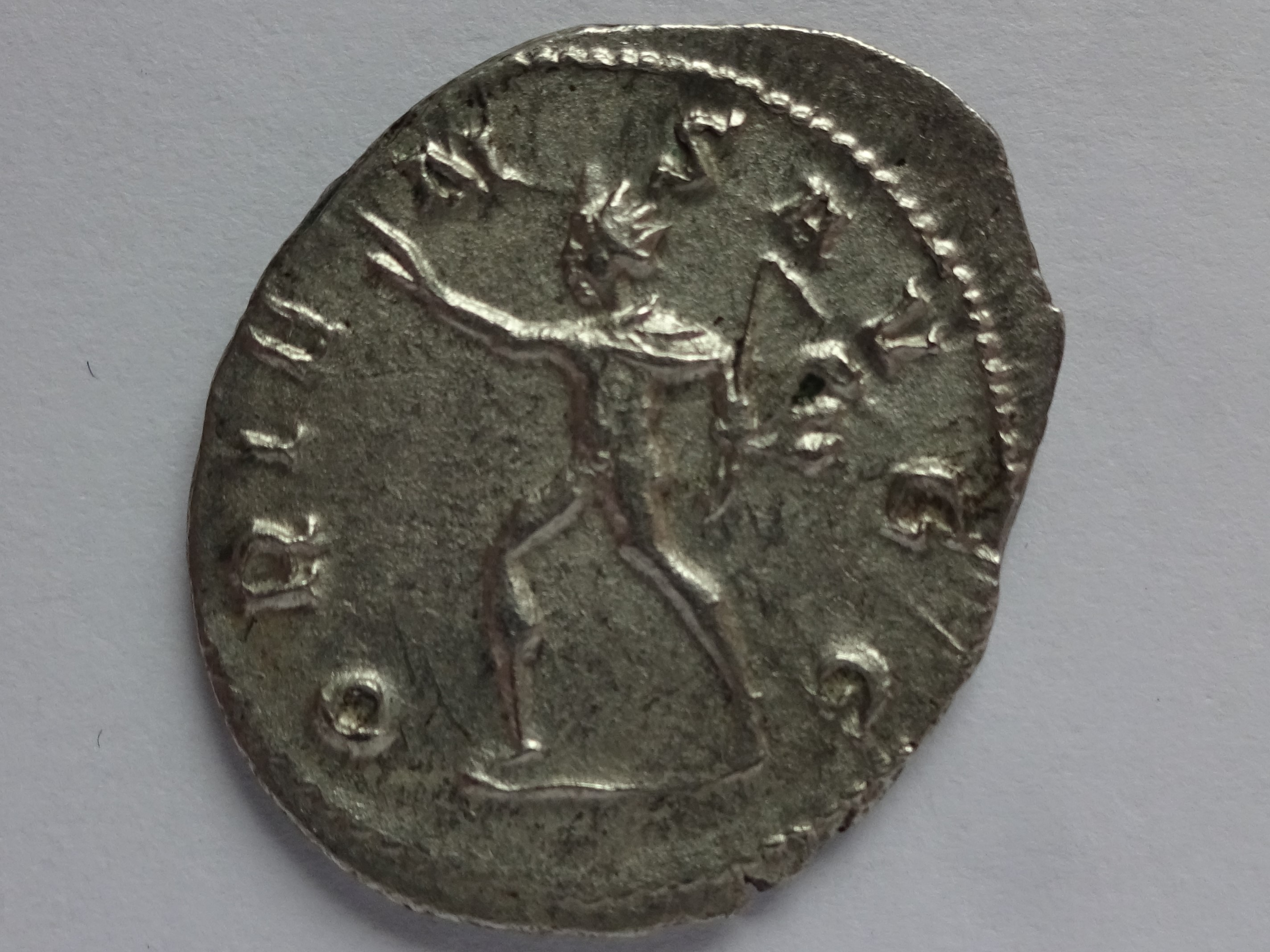
Rückseite des Antoninian: Sol mit Peitsche und Umschrift ORIENS AVGG stehen für die gemeinsame Herrschaft Valerians und Gallienus’ über den Osten

Über Valerians Beziehungen zum römischen Senat ist wenig bekannt. Doch spielten Senatoren in dieser Zeit schon längst keine wichtige Rolle mehr in der Regierungspraxis. In Rom selbst wurde durch den Abzug der Prätorianergarde sowie durch die Abwesenheit des Kaisers, der sich fast andauernd auf Feldzügen aufhielt, das Gleichgewicht zwischen Senat, Volk, Kaiser und Garde jedoch sehr wahrscheinlich gestört. Valerian bemühte sich aber um ein formal gutes Verhältnis, zudem förderte er den Ritterstand. Die wirtschaftlichen, vor allem finanziellen Probleme zwangen Valerian offenbar dazu, den Silbergehalt der Münzen zu verringern. Auf Münzen erscheint verstärkt das Abbild des Gottes Sol, ansonsten scheint Valerian den Gott Apoll und die Göttin Diana verehrt zu haben.
Die außenpolitische Lage (siehe folgender Abschnitt) veranlasste den Kaiser außerdem dazu, Mitkaiser zu ernennen, um eine effizientere Herrschaftsausübung zu gewährleisten. Valerian und Gallienus teilten daher ihren Aufgabenbereich regional auf, Gallienus wurde wahrscheinlich schon im Sommer 253 zum gleichberechtigten Mitkaiser erhoben. Ihm wurde der Westen zugewiesen, während Valerian sich um den Osten kümmerte. Im Herbst des Jahres 256 wurde Valerian junior, der älteste Sohn des Gallienus und ein Enkel Valerians, zum Unterkaiser (Caesar) erhoben. Nach seinem frühen Tod folgte ihm 258 Saloninus, ein weiterer Sohn des Gallienus, nach. Am 1. Januar 257 übernahmen Valerian und Gallienus in Rom das Konsulat.
In Valerians Regierungszeit kam es auch zu einer Christenverfolgung, obwohl sich der Kaiser zu Beginn tolerant zeigte. 257 verschärfte Valerian jedoch seine Religionspolitik mit einem generellen Versammlungsverbot für Christen und der Aufforderung an den christlichen Klerus, einen Treueid zu den Göttern abzulegen. Im Jahr darauf wurde in einem zweiten Edikt die Verweigerung des Treueids mit der Todesstrafe geahndet, es kam zu Verhaftungen und Hinrichtungen von Bischöfen, wobei Valerian an die Politik des Kaisers Decius anknüpfte. Offenbar zielten Valerians Maßnahmen auf die Führungsspitze der Kirche: Unter anderem erlitten dabei Cyprian von Karthago, der Bischof von Rom Sixtus II. und Laurentius von Rom den Märtyrertod. Die Gründe für die so genannte Valerianische Verfolgung sind in der Forschung vielfach diskutiert worden. Mal vermutete man christenfeindliche Ratgeber des Kaisers, mal finanzielle Interessen. Wahrscheinlich lagen dem Vorgehen des Kaisers aber religiöse Motive zugrunde, so die Vorstellung, dass Rom die traditionellen Götter zufriedenstellen musste, um das Wohlergehen des Reiches zu garantieren. Hinzu kam womöglich auch eine christenfeindliche Stimmung am Hof oder auch in der Bevölkerung. Doch schon Valerians Sohn Gallienus beendete die Christenverfolgung, die wohl auch in den Provinzen mit unterschiedlicher Intensität ausgeführt worden war. Die Verfolgung ließ auch die relativ große Verbreitung des Christentums infolge der Missionstätigkeit offen zutage treten.
Toni Glas hat in ihrer Darstellung zur Regierungszeit Valerians plausibel aufzeigen können, dass die beiden Christenedikte des Kaisers (die ersten Maßnahmen des römischen Staates, die sich speziell gegen die Christen als Gruppe richteten) eine Folge der relativ starken Ausbreitung des christlichen Glaubens in dieser Zeit war. Das Ausmaß der Anzahl von Christen war für den Kaiser beunruhigend. Aus diesem Grund ging Valerian bewusst gegen sie als Gruppe und nicht gegen Einzelpersonen vor; sein Ziel sei die Zerstörung der inneren Strukturen der Kirche gewesen. Damit scheiterte der Kaiser, wie auch die nachfolgende Christenverfolgung unter Diokletian erfolglos blieb. Das Christentum hatte sich als feste Gruppe, wenngleich einer (nicht ganz unbedeutenden) Minderheit etabliert.

### Außenpolitik Valerians bis zu seiner Gefangennahme
Während Valerians Regierungszeit wurden fast alle Grenzen des Römischen Reiches von Feinden bedroht. Vieles spricht dafür, erst jetzt von einer wirklichen „Reichskrise“ zu sprechen. Die Lage erforderte es, dass der Kaiser selbst an den Brennpunkten anwesend sein musste. Im Nordwesten übertrug Valerian die Kriegsführung seinem Sohn und Mitkaiser Gallienus, er selbst konzentrierte sich auf die Abwehr der Goten an der unteren Donau, die auch die Nordküste Kleinasiens heimsuchten, und um die Abwehr der Perser, die an der Ostgrenze des Reiches für Unruhe sorgten. Auch in der Provinz Rätien kam es in den Jahren 253/254 zur Schicksalsfrage. Nachdem Valerian für die Kämpfe im Osten bestandssichernde Einheiten vom Rätischen Limes abgezogen hatte, fielen offenbar Germanen zumindest abschnittsweise über die Grenzbefestigung in die Provinz ein. Nach neuesten Untersuchungen könnte sogar das größte Reiterkastell nördlich der Alpen, Kastell Aalen, 254 von diesen Angriffen bedroht worden sein.
Valerians Hauptziel war die Sicherung Syriens, wo mehrere bedeutende Städte, darunter Antiochia, während einer persischen Invasion unter Schapur I. geplündert worden waren bzw. von persischen Truppen bedroht wurden (wahrscheinlich im Jahr 253). Valerian hielt sich kurz nach seiner Regierungsübernahme bereits einmal im Osten auf; es ist möglich, dass in diesem Zusammenhang die wichtige Festung Dura-Europos noch ein letztes Mal unter römische Kontrolle geriet.
Eine seiner ersten Amtshandlungen war die Niederwerfung des Aufstandes unter Uranius Antoninus, dem Priesterkönig von Emesa, der den persischen Angriff auf seine Stadt zurückgeschlagen und sich unter dem Eindruck dieses Erfolgs selbst zum Kaiser ernannt hatte. 256 unternahmen die Goten erneut Plünderungszüge an der Nordwestküste Kleinasiens, weshalb Valerian dazu gezwungen war, Truppen in Kappadokien zu sammeln, während gleichzeitig im Osten die Perser auf römisches Territorium vordrangen. 257 zog Valerian wieder nach Syrien. In den folgenden Jahren führte Valerian verschiedene Feldzüge gegen die Perser, über deren genauen Verlauf wenig bekannt ist.

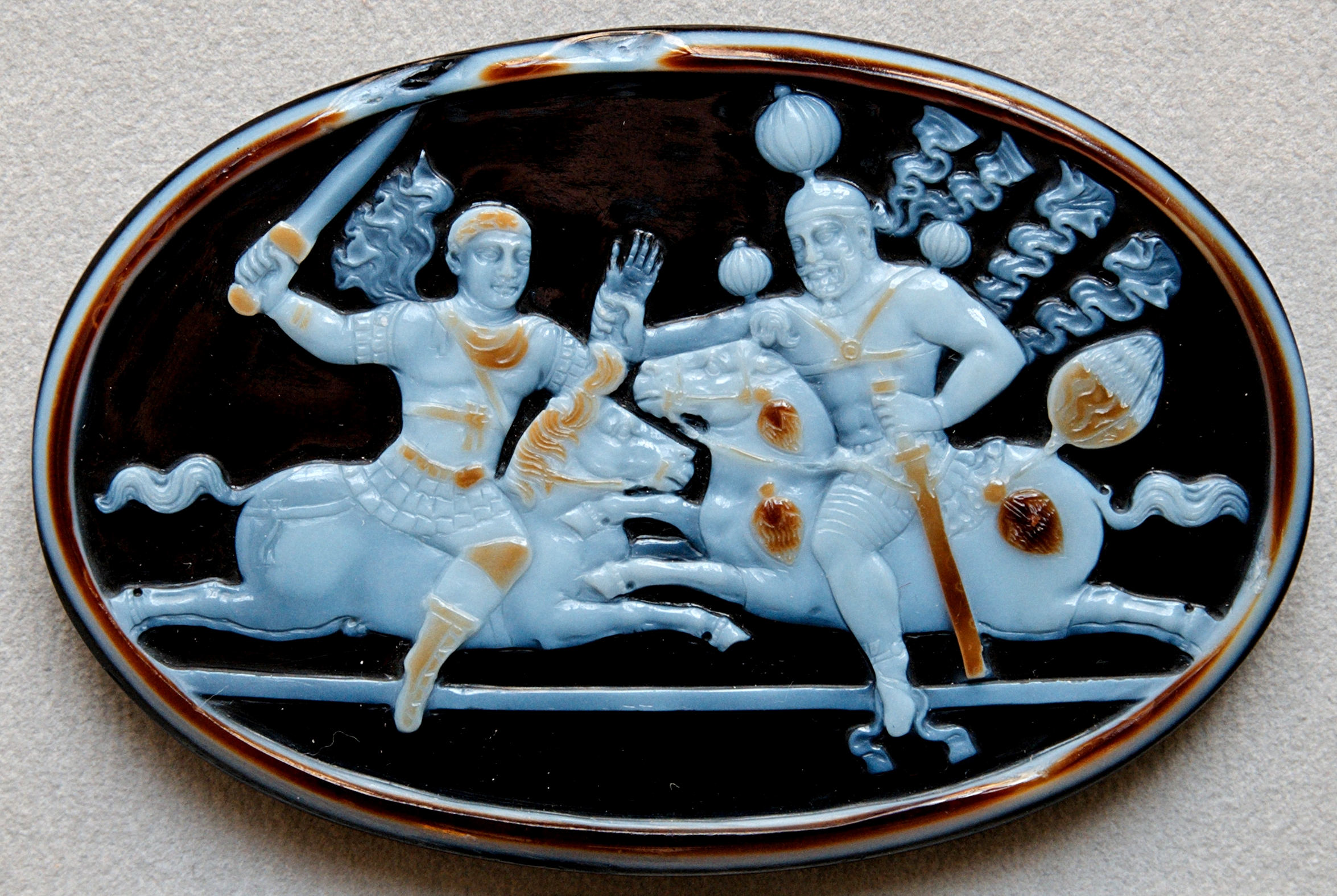
Darstellung der Gefangennahme Valerians (links) durch Schapur I. (rechts) in der Schlacht von Edessa auf der Kamee mit Valerian und Schapur I., heute Cabinet des Médailles, Paris

Auf den Münzen des Jahres 257 wurde eines Sieges gedacht, der immerhin ausreichte, ihm den Titel restitutor orbis (Erneuerer der Welt) einzutragen. Kurz darauf verließ den Kaiser jedoch das Kriegsglück: Seine Armee wurde in der Schlacht von Edessa im Frühsommer 260 von den Persern vernichtend geschlagen. Der Bericht über die Gefangennahme des römischen Kaisers durch Feindeshand – ein einmaliger Vorgang in der römischen Geschichte – ist uns durch den Tatenbericht Schapurs, die sogenannten res gestae divi Saporis überliefert; auch auf mehreren Felsinschriften wurde das Ereignis festgehalten:
„Im dritten Feldzug, als wir gegen Karrhai und Edessa vorstießen und Karrhai und Edessa belagerten, da marschierte Kaiser Valerian gegen uns, und es war mit ihm eine Heeresmacht von 70.000 Mann. Und auf der jenseitigen Seite von Karrhai und Edessa hat mit Kaiser Valerian eine große Schlacht für Uns stattgefunden, und Wir nahmen Kaiser Valerian mit eigenen Händen gefangen und die Übrigen, den Prätorianerpräfekten und Senatoren und Offiziere, alle welche auch immer Führer jener Heeresmacht waren, alle diese ergriffen Wir mit den Händen und deportierten sie in die Persis.“

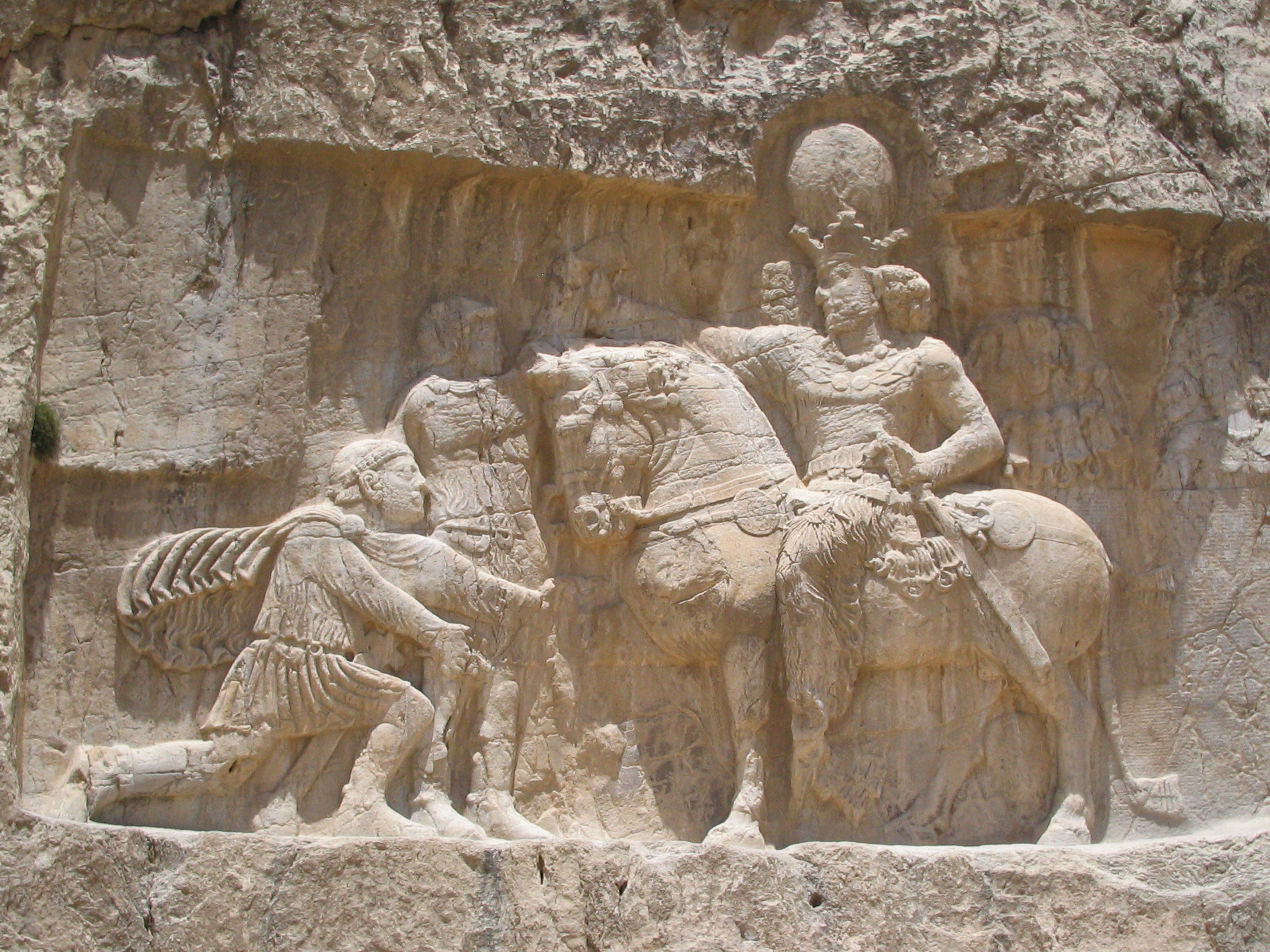
Triumph Schapurs über Valerian, Felsrelief

Das Heer wurde also der Darstellung Schapurs zufolge geschlagen, Valerian selbst geriet mit mehreren hochrangigen Offizieren in Gefangenschaft. Diese Darstellung wird auch von westlichen Quellen wie etwa von Eutropius und späteren Historikern wie dem Byzantiner Johannes Zonaras bestätigt. Bei Zosimos, der um 500 eine heidnisch gefärbte Geschichte Roms verfasste, ist eine andere Version überliefert: Demnach hatte Valerian Schapur um Verhandlungen gebeten; Schapur hatte dem zugestimmt, falls der Kaiser persönlich erscheinen würde. Während der Verhandlungen hätten dann die Perser den Kaiser gefangen genommen. Zosimos ist allerdings oft wenig verlässlich, bemerkenswert ist eher die Abweichung von Eutropius und Aurelius Victor, da beide ansonsten für das 3. Jahrhundert einer gemeinsamen Vorlage, der sogenannten Enmannschen Kaisergeschichte, folgten, hier aber voneinander abweichen: Während Eutropius von einer Schlacht und einer folgenden Gefangennahme Valerians berichtet, schildert Aurelius Victor nur eine Täuschung Schapurs, die zur Gefangenschaft des Kaisers führte. Valerian kam jedenfalls nie mehr aus der Gefangenschaft frei, ebenso wenig wie die gefangenen römischen Soldaten, die nach Persien deportiert wurden.
Für Rom stellte die Gefangennahme des Kaisers eine ungeheure Demütigung dar, die römische Orientverteidigung brach praktisch zusammen; allerdings konnten die Perser offenbar auch kaum Gewinn aus ihrem Sieg ziehen. Valerians Sohn Gallienus übernahm nun die Alleinherrschaft, konnte aber nicht verhindern, dass sich im Westen das Gallische Sonderreich formierte und im Osten die Oasen- und Handelsstadt Palmyra politisch erstarkte. Offenbar wurde kein Versuch unternommen, Valerian aus der Gefangenschaft zu befreien. Die römischen Kriegsgefangenen wurden laut der späteren persischen Tradition zur Errichtung einer Reihe bedeutender Ingenieurbauten, darunter des Band-e Kaisars, eingesetzt, wofür auch die dort eingesetzte Bautechnik spricht.

### Tod
Als Valerian schließlich in Gundischapur starb (das genaue Todesdatum ist unbekannt), wurde ihm angeblich die Haut abgezogen. Diese sollen die Perser dann mit Zinnober gefärbt und in einem Tempel als unverhohlene Warnung an Rom aufgehängt haben. Der Wahrheitsgehalt dieser Nachricht bei Laktanz ist umstritten, ebenso wie die Behauptung, Valerian habe dem Perserkönig zuvor als eine Art „lebendige Leiter“ zur Besteigung seines Pferdes gedient. Einerseits erschien frühchristlichen Autoren das schmachvolle Ende des Kaisers als eine beispielhafte Strafe Gottes für die Vergehen Valerians gegen die Christen, die er in den Jahren 257 und 258 verfolgen ließ. Sein Schicksal wurde daher in den düstersten Farben gemalt. Andererseits halten einige Forscher die Berichte über Valerians Ende durchaus für zutreffend, da auch nichtchristliche Autoren von der persischen Strafe der Häutung berichten.